# Astochia karikalensis
Astochia karikalensis là một loài ruồi trong họ Asilidae. Astochia karikalensis được Joseph & Parui miêu tả năm 1997. Loài này phân bố ở miền Ấn Độ - Mã Lai.